# Basílica do Sagrado Coração de Jesus no Castro Pretório
Sacro Cuore di Gesú al Castro Pretorio ou Basílica do Sagrado Coração de Jesus no Castro Pretorio é uma igreja titular e basílica menor localizada no rione Castro Pretorio de Roma, Itália, dedicada ao Sagrado Coração de Jesus e servida pelos salesianos de Dom Bosco. Foi construída em 1887 por Francesco Vespignani. O edifício anexo é um internato de artes e ofícios.
Foi elevada a basílica menor em 1921.
O cardeal-diácono protetor da diaconia do Sagrado Coração de Jesus em Castro Pretorio é Giuseppe Versaldi, antigo bispo de Alessandria.

## Galeria

Imagens da igreja
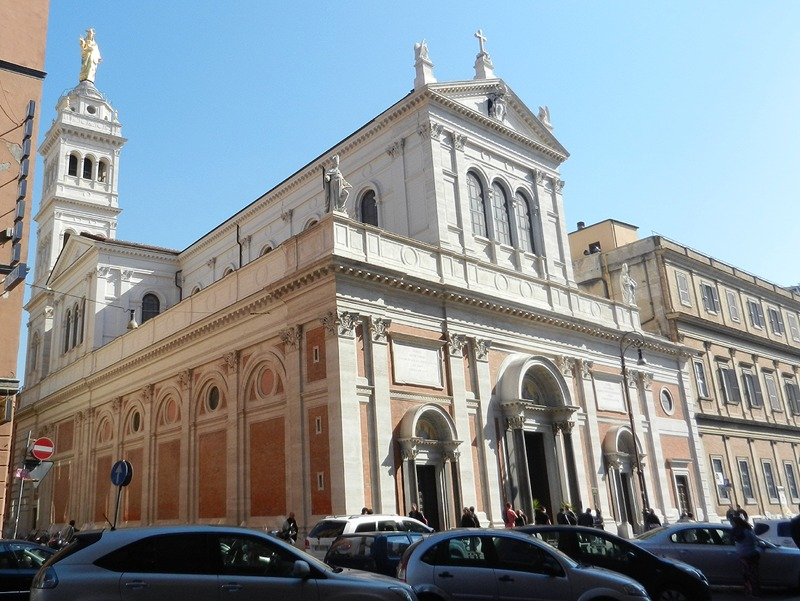
Vista lateral com o campanário.
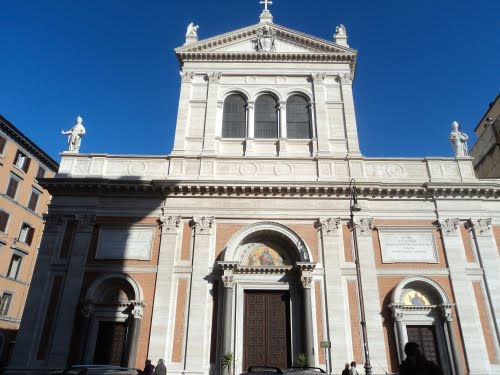
Fachada Neorrenascentista.
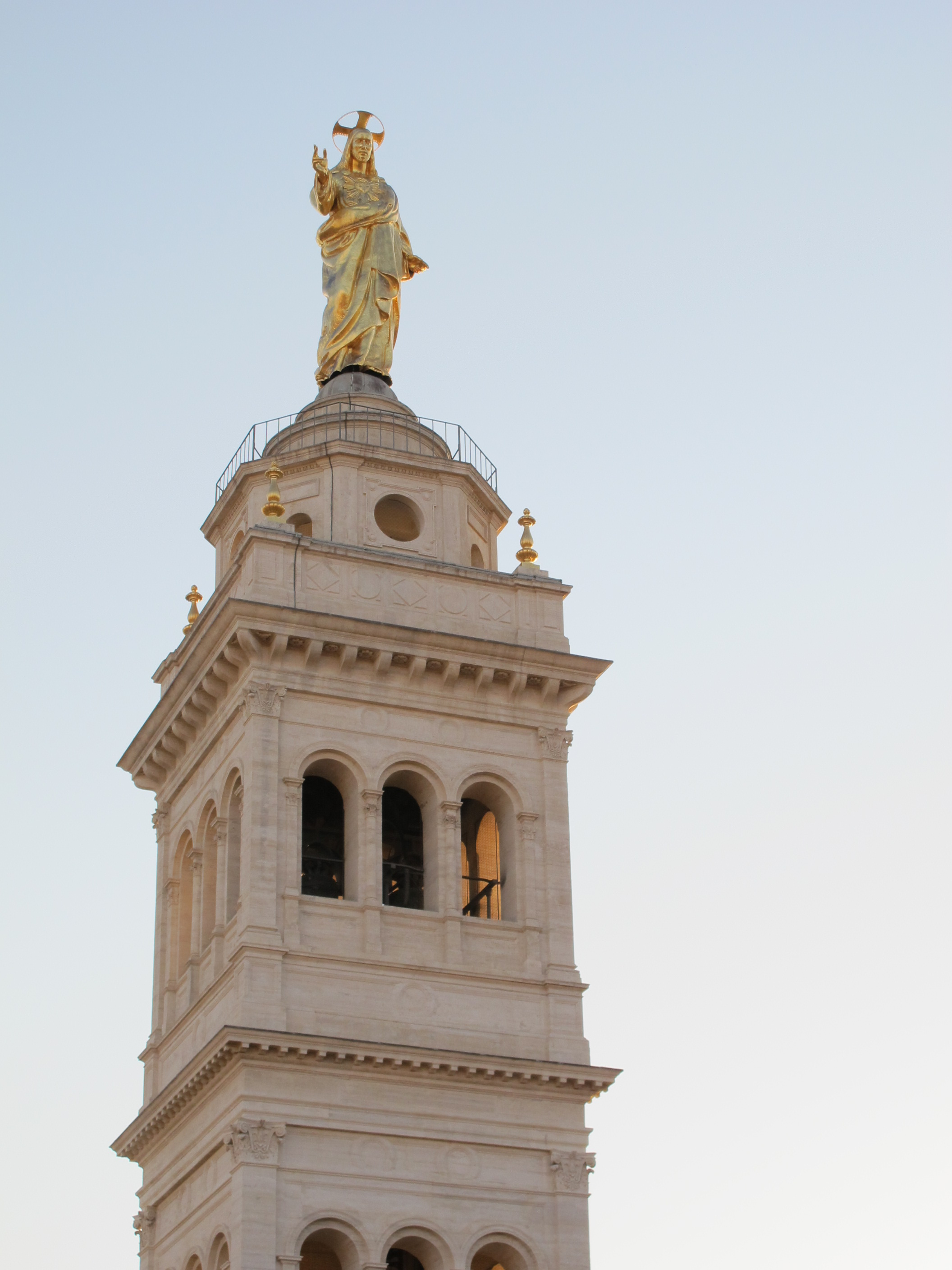
Campanário encimado pela estátua em ouro de Jesus.
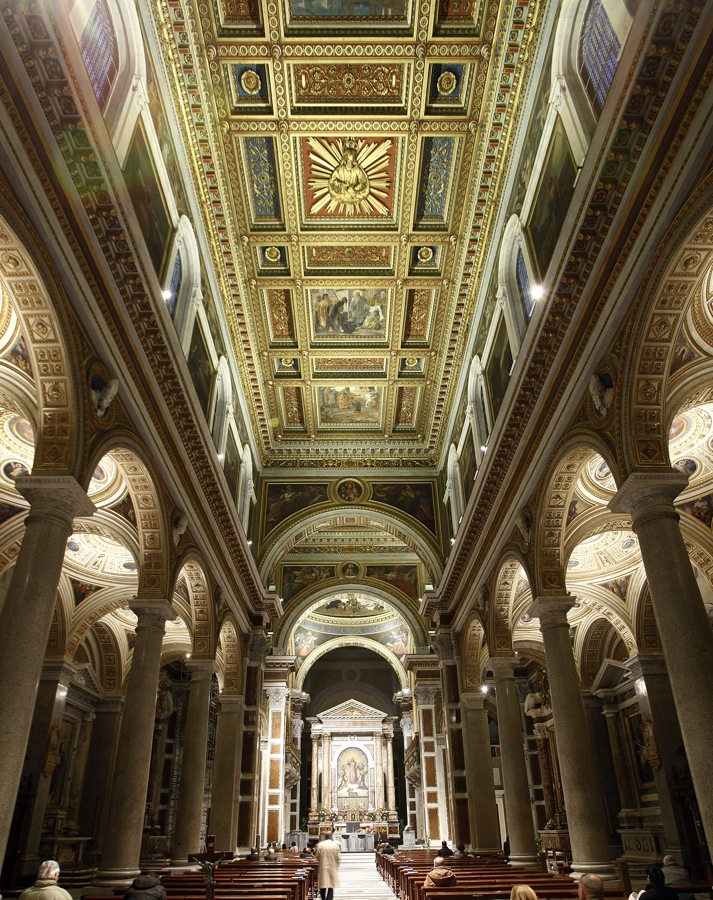
Vista do interior.